# Теракт в Кано (2014)
Теракт в Кано (англ. 2014 Kano attack) — террористическая атака 28 ноября 2014 года в Центральной мечети Кано в Северной Нигерии как часть мятежа «Боко харам». Мечеть находится рядом с дворцом эмира Ламидо Сануси, второго по значимости мусульманского религиозного деятеля Нигерии, который призвал мирных жителей защитить себя, вооружившись против «Боко харам». Два террориста-смертника подорвали себя, а другие боевики открыли огонь по тем жителям города, кто пытался бежать. Около 120 человек погибли и ещё 260 получили ранения.

## Предыстория
25 ноября 2014 года две женщины-смертницы взорвали более 45 человек на многолюдном рынке в Майдугури, штат Борно. 27 ноября 2014 года около 50 человек были убиты боевиками «Боко харам» в Дамасаке.

## Взрывы
Террористическая атака произошла 28 ноября 2014 года во время пятничной молитвы. Три бомбы были взорваны, когда молитвы только начались. По словам очевидца, два взрыва произошли во дворе, а третий — на близлежащей дороге. Другой очевидец сказал: «Имам собирался начать молитву, когда увидел, как кто-то на автомобиле пытается ворваться в мечеть. Но когда люди остановили его, он взорвал взрывчатку. Люди начали бежать». После взрывов другие боевики открыли огонь по людям. По словам представителя национальной полиции Эммануэля Оджукву, разъяренная толпа убила четырёх боевиков после стрельбы.

## Последствия
Президент Нигерии Гудлак Джонатан осудил нападения и приказал службам национальной безопасности начать полномасштабное расследование, пока все адепты террора, отбирающие право каждого гражданина на жизнь и достоинство, не будут выслежены и привлечены к ответственности". В декабре 2014 года лидер нигерийской исламистской группировки «Боко харам» Абубакар Шекау обвинил эмира Кано Ламидо Сануси в отходе от норм ислама и пригрозил убить его.
Согласно сообщениям, по просьбе Нигерии Великобритания рассматривала возможность отправки военных инструкторов для оказания помощи нигерийским военным в сопротивлении террористическим атакам «Боко харам».